# 刮食杜父鱼属
刮食杜父鱼属（学名：Radulinus）为杜父鱼科的一个属。

## 下属物种
本属包括以下物种：
- 細體刮食杜父魚 Radulinus asprellus Gilbert, 1890
- 刮食杜父魚 Radulinus boleoides Gilbert, 1898
- 索狀刮食杜父魚 Radulinus vinculus Bolin, 1950